# Frédéric Humbert
Pour les articles homonymes, voir Humbert.
Eugène Frédéric Gaston Humbert est un homme politique français né le 19 juillet 1857 à Paris et décédé le 14 décembre 1937 dans le 17e arrondissement de Paris.

## Biographie
Fils de Gustave Humbert, ministre de la Justice et sénateur inamovible, il est avocat et chef de cabinet de son père. Il est conseiller général et député de Seine-et-Marne de 1885 à 1889, siégeant à la Gauche radicale.
Marié avec Thérèse Humbert, qui a monté une gigantesque escroquerie, il se retrouve condamné avec elle en 1903.
Alors qualifié de la profession d' « artiste-peintre », il meurt le 14 décembre 1937 au 10 boulevard des Batignolles, dans le 17e arrondissement de Paris, où il vivait avec son épouse.

## Sources
- « Frédéric Humbert », dans Adolphe Robert et Gaston Cougny, Dictionnaire des parlementaires français, Edgar Bourloton, 1889-1891 [détail de l’édition]
- « Frédéric Humbert », dans le Dictionnaire des parlementaires français (1889-1940), sous la direction de Jean Jolly, PUF, 1960 [détail de l’édition]